# Eugen Bachmann (Maler)
Eugen Bachmann (* 11. April 1942 in Hergiswil) ist ein Schweizer Maler, Zeichner, Grafiker und Plakatkünstler.

## Leben und Werk
Eugen Bachmann absolvierte von 1949 bis 1963 eine Lehre zum Flachmaler. Anschliessend besuchte er bis 1968 die Grafikfachklasse an der Kunstgewerbeschule Luzern. An der Schule wurde er insbesondere von Max von Moos gefördert.
Bachmann besuchte von 1960 bis 1982 regelmässig die Proben und Konzerte des Lucerne Festival, die er in Zeichnungen und Aquarellen festhielt. Ab 1972 arbeitete er in einer Teilzeitanstellung bei der Schweizerischen Verkehrszentrale. Zudem absolvierte er beim dortigen Chefgrafiker Hans Küchler ein Praktikum. Bachmann war anschliessend von 1975 bis 1980 verantwortlich für den grafischen Auftritt des Stadttheater Luzern. 1979 heiratete er die Ethnomusikologin Brigitte Geiser.
Von 1990 bis 1992 war Eugen Bachmann als Chefgrafiker im Schauspielhaus Zürich tätig. Seit 1993 betätigte er sich als Grafiker, Maler und Zeichner, seit 2012 ausschliesslich freikünstlerisch. Eugen Bachmann erhielt 1968 und 1981 den Preis für das Schweizer Plakat des Jahres sowie 1970 den Eidgenössischen Preis für Gestaltung.